# Claus Spahn

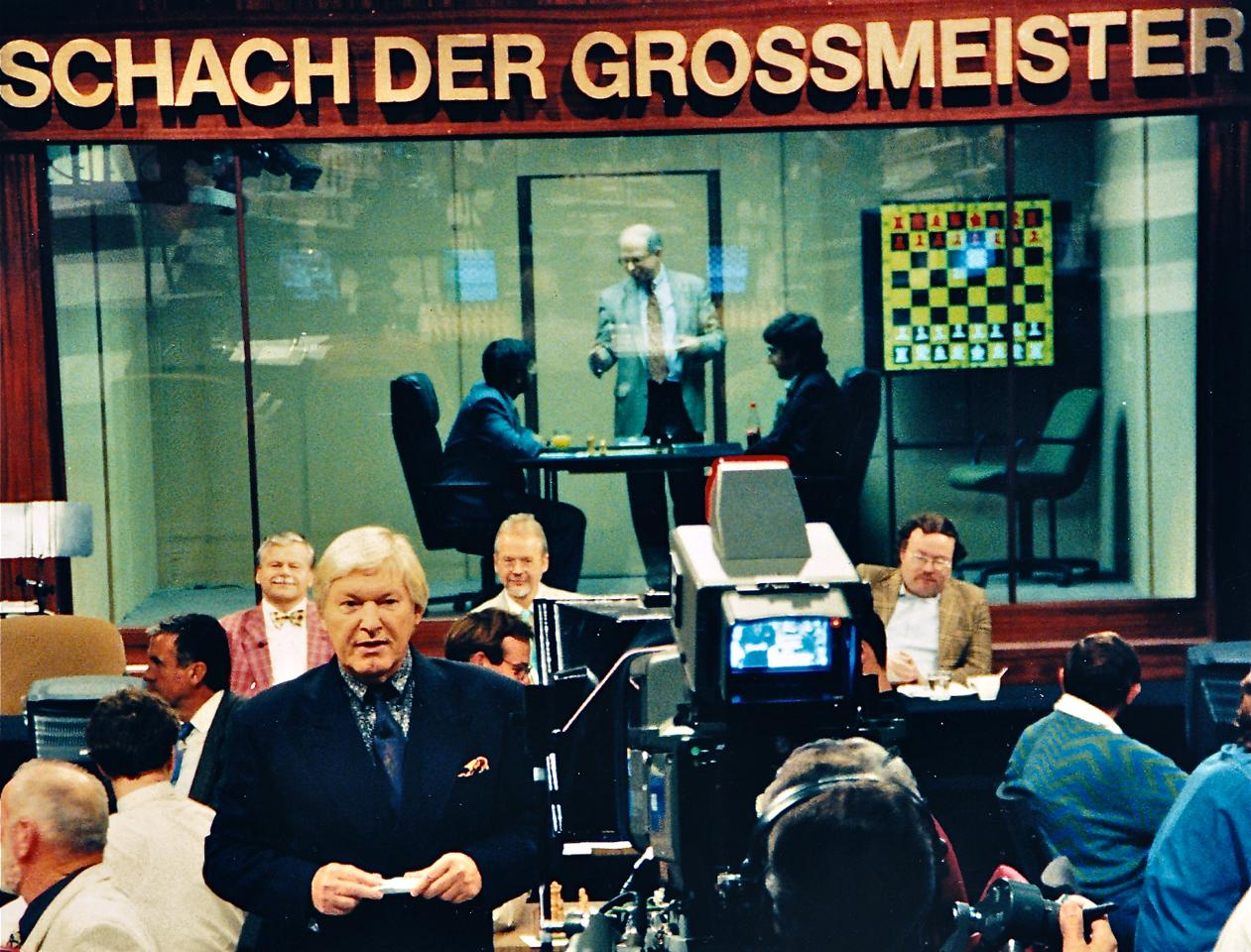
Claus Spahn 1996-ban a Schach der Großmeister adást moderálja. A háttérben Viswanathan Anand és Vlagyimir Kramnyik.

Claus Spahn (Bottrop, 1940. május 15.–) a WDR-TV nyugalmazott szerkesztője, filmrendező, moderátor és szerző. 2001-ben az NSZK érdemrendjével (Bundesverdienstkreuz) tüntették ki.

## Életrajz

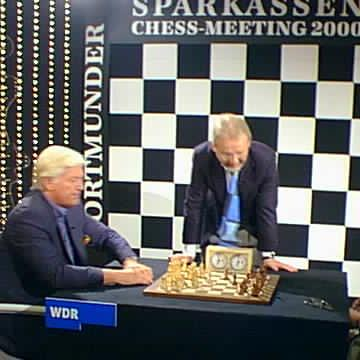
Claus Spahn a dortmundi sakk találkozón 2000-ben.

Spahn a kölni egyetemen tanult színháztörténetet, germanisztikát, filozófiát és művészettörténetet. Ugyanott 1969-ben doktorrá (Ph.D.) avatták. Disszertációját a Ruhr-vidék színháztörténetéről írta (Die Theatergeschichte des Ruhrgebietes bis 1933). Doktorátusa évétől 2005-ig a Westdeutscher Rundfunk (WDR) TV adójának szerkesztője volt. Számos tv-sorozat, portré és kultúrpolitikai dokumentáció szerzője.
Országos és nemzetközi hírnevet sakk témájú adásokkal szerzett. A Nagymesterek Sakkja (Schach der Großmeister) című évente ismétlődő, élőben közvetített adást, amelyben többek közt Garri Kaszparov, Anatolij Karpov, Visuvanádan Ánand, Lékó Péter, Polgár Zsuzsa, Polgár Judit és Vlagyimir Kramnyik egy TV serlegért küzdött, 1983-tól 2005-ig ő moderálta. A dortmundi sakk találkozóról (Dortmunder Schachtage) a WDR az ő kezdeményezésére és vezetése alatt szolgált rendszeres híradással.

## Adássorozatok/filmek
Spahn volt többek közt a Keine Angst vorm Fliegen (Ne félj repülni) és Elternführerschein (Szülői jogosítvány) című TV adássorozat szerzője és producere. Lida Winiewicz-csel együtt ő írta a tizenkét részes TV adást, amely Ruth Maria Kubitschekkel, Brigitte Mirával és Dirk Dautzenberggel a főszerepekben Wenn die Liebe hinfällt (Ha a szerelem véget ér) címen futott. A Niemand soll der Nächste sein (Ne légy a következő) című adás érdemeinek elismeréséül Spahn-t a Német Rákbetegsegélyző éremmel tüntette ki. A német adatvédelmi törvénnyel foglalkozó sorozatért, Computer können nicht vergessen (A számítógép nem felejt), elnyerte a Német Iparfilm Díjat (Deutscher Industriefilmpreis). Rainer Pieritz társaságában a Keine Angst vorm Fliegen-nel együtt tanfolyamokat létesített a repüléstől való irtózat eloszlatására. Partnerschaftskurs (Társi tanfolyam) címmel a Mosaik kiadóban, ugyancsak Pieritz-cel, kiadta a Wenn die Liebe hinfällt sorozathoz csatlakozó segédkönyvet. Endlich 18 – und was nun (Mi legyen, ha 18 lettél) – így hívták a Thomas Gottschalk által prezentált sorozatot, amelyet Spahn és Hansjörg Martin írt a WDR számára. Dietmar Bär itt lépett fel 1984-ben először TV-ben. A kémikus, szerző és műgyűjtő Carl Djerassi-ról, akit a nagyközönség az antibébi pirula apja néven ismer, Spahn egy hatásos TV arcképet írt és mutatott be. Szintúgy, Deutschverzeichnis elnevezéssel, a Schubert kutató Otto Erich Deutsch-ról.

## Kitüntetések
Claus Spahn-t a Német Sakkszövetség 1992-ben becsületdíjjal illette. A sakk sport érdekében kifejtett ténykedéséért kétszer, 1983-ban és 2001-ben, elnyerte a Német Sakkszövetség nagydíját (Deutscher Schachpreis). Ezt követően az Europäische Schachunion (ECU) érmét illetve, 2002-ben, a Sakk Világszövetség (FIDE) Gold Merit Award-ját. Johannes Rau német köztársasági elnök Spahn-nak sokévi kiváló újságírói és szerkesztőségi teljesítménye elismeréséül 2001-ben a német Szövetségi Érdemrend 'Szalaggal' fokozatát adományozta.